# Chute de Tripoli
Croisade
Batailles
- Krak des Chevaliers
- Tripoli (2e)
- Tripoli (3e)
- Saint-Jean-d'Acre
- Ruad

La chute de Tripoli est la capture et la destruction de la capitale du comté de Tripoli par les musulmans mamelouks de Qalawun. Cet événement important dans l'histoire des croisades et des croisés en Terre sainte se déroule de mars à avril 1289. C'est le début de la fin pour les Croisés. La chute de Tripoli est suivie de celle de Saint-Jean-d'Acre et de ce qui reste du royaume de Jérusalem.

## Contexte
Le comté de Tripoli, bien que fondé en tant qu’États latins d'Orient est un État vassal de l'Empire mongol depuis environ 1260, lorsque Bohémond VI, sous l'influence de son père-frère Héthoum Ier, roi d'Arménie, en a décidé ainsi, pensant sauver son territoire. Tripoli a fourni des troupes aux Mongols pour la bataille de Bagdad en 1258, ainsi que pour les invasions mongoles en Syrie en 1260. Après la destruction de Bagdad et la capture de Damas, qui étaient les centres du pouvoir des Abbassides et des Ayyoubides, par Houlagou Khan, le pouvoir islamique est passé aux Mamelouks basés au Caire.
Vers la même époque, les Mongols sont ralentis dans leur expansion vers l'ouest par des conflits internes. Les Mamelouks en profitent pour avancer vers le nord de l’Égypte, et rétablir leur domination sur la Palestine et la Syrie, poussant les Ilkhanides à un retour en Perse. Les Mamelouks tentent de prendre Tripoli lors du siège en 1271, mais doivent abandonner à cause de l'arrivée d'Édouard Ier à Saint-Jean-d'Acre.
Abaqa, chef des Ilkhanides, est envoyé en Europe pour tenter de former une alliance contre les musulmans, il meurt en 1282. Il est remplacé par Ahmad Teküder, converti à l'islam. Sous sa direction, les Mongols sont peu enclins à défendre les territoires chrétiens contre l'empiètement musulman. Cela permet aux Mamelouks de poursuivre leurs attaques contre les villes côtières encore sous contrôle des croisés. Ahmad Teküder, assassiné en 1284, est remplacé par le fils de Abaqa Arghoun, qui est plus sympathique au christianisme. Il continue à rechercher en Europe la possibilité de former une alliance, mais montre peu d'intérêt pour la protection de Tripoli. Pendant ce temps, les Mamelouks continuent d'étendre leur contrôle par la conquête de Margat en 1285 et Lattaquié en 1287.
Qalawun est encore en trêve avec Tripoli, mais les chrétiens vont lui donner l'occasion de ne pas la respecter. Plutôt que de maintenir un front uni contre les musulmans, ils retombent dans les querelles de succession. Après Bohémond VII de Tripoli mort prématurément de 1287, sa sœur Lucie de Tripoli, vivant dans les Pouilles avec son mari Narjot de Toucy, mort en 1293, doit légitimement lui succéder. Mais deux autres sœurs, Isabelle, morte jeune, et Marie, mariée à Nicolas II de Saint-Omer, l'ont précédée dans la tombe[réf. à confirmer]. Sa mère, Sibylle d'Arménie, tente de renouveler le mandat de l'évêque de Tortose, Barthélemy Mansel. Selon la Chronique du Templier de Tyr, « [Les chevaliers] ont appris qu'elle allait appeler l'évêque de Tortosa, avec lesquels ils avaient des conflits, la discorde et un grand désaccord. [...] Ils ont décidé de ne pas tolérer cela, et ils sont allés à la princesse [...] et lui ont dit que l'évêque était leur ennemi, et qu'ils ne voudraient pas qu'il les gouverne à ce moment-là »[réf. à confirmer]. Sibylle d'Arménie échoue finalement dans sa tentative parce que Lucie de Tripoli parvient à prendre le pouvoir.
Les chevaliers et les barons se réunissent, en 1288, pour combattre les prétentions dynastiques de la famille de Bohémond et le remplacer par une commune sous la direction de Bartolomeo Embriaco, seigneur de Besmedin à J'bail. Ils adressent une pétition à Gênes pour obtenir un soutien. Les dirigeants génois acceptent à la condition de recevoir des locaux plus grands dans la partie ancienne de Tripoli et une augmentation des privilèges de résidence. Benedetto Zaccaria, un riche marchand génois, est détaché à Tripoli pour négocier ces conditions. Il persuade Lucie de Tripoli d'étendre les concessions de Gênes. Bartolomeo lui aussi négocie secrètement avec Lucie, acceptant de reconnaître son titre à condition qu'elle accepte l'autorité de la commune et de ne pas accorder aux Génois des concessions supplémentaires. Quand les arrangements entre Lucie et Benedetto sont rendus publics, des préoccupations sont exprimées au sujet de l'avantage injuste des opérations commerciales maritimes génoises dans la région. L'effet est immédiat : Qalawun a une excuse pour rompre sa trêve et il entreprend des préparatifs militaires pour attaquer Tripoli.

## Chute de la ville

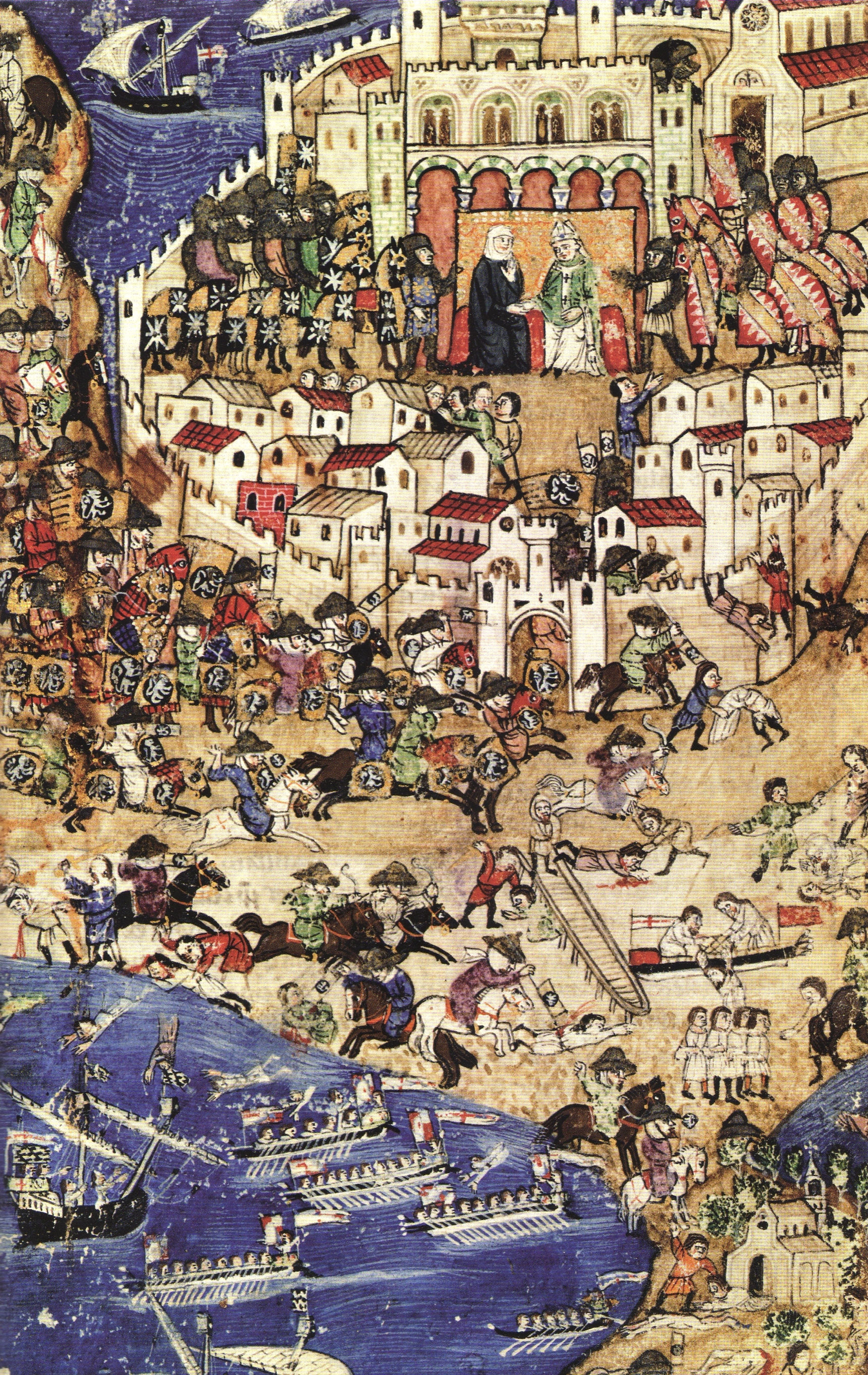
Codex Cocharelli la prise de Tripoli

Qalawun commence le siège de Tripoli en mars 1289. Il arrive avec une armée importante et de grandes catapultes. Les nobles et la commune de Tripoli confient l'autorité suprême à Lucie de Tripoli. Dans le port, il y a quatre galères de Gênes, deux galères de Venise, et quelques petits bateaux dont certains de Pise. Des renforts sont envoyés à Tripoli par les Templiers avec une force sous les ordres de Geoffroy de Vandac, par les Hospitaliers avec une force aux ordres de Matthieu de Clermont, un régiment est envoyé de Saint-Jean-d'Acre avec Jean de Grailly. Le roi de Chypre, Henri II de Chypre envoie son jeune frère Amaury II de Chypre avec une compagnie de chevaliers et quatre galères. Beaucoup de non-combattants s'enfuient à Chypre.
Les Mamelouks tirent leurs catapultes, deux tours sont bientôt écroulées sous les bombardements, les défenseurs ont hâte de fuir. Les Mamelouks envahissent les murs et s'emparent la ville le 26 avril, marquant le début de fin des États latins d'Orient et une occupation ininterrompue de 180 ans. Lucie réussit à fuir vers Chypre, avec deux maréchaux et Amaury. Le commandant du Temple Pierre de Moncada est tué, ainsi que Bartolomeo Embriaco. La population de la ville est massacrée, bien que beaucoup ont réussi à échapper par bateaux. Ceux qui ont trouvé refuge sur l'île voisine de Saint-Thomas (Tripoli) sont capturés par les Mamelouks le 29 avril. Les femmes et les enfants et 1 200 prisonniers hommes sont emmenés comme esclaves.
Najm-al-Dîn ibn Qudâma al-Maqdisî, petit-neveu du célèbre savant musulman Ibn Qudama al-Maqdisi, est un des témoins de la reprise de la ville par les musulmans. 
Tripoli est rasé au sol, et Qalawun ordonne de construire un nouveau Tripoli à quelques distance à l'intérieur, au pied du mont Pèlerin. D'autres villes voisines sont également prises, comme Nephin et Batroun. Pierre de Gibelet garde ses terres autour Gibelet pendant encore environ 10 ans, en échange du paiement d'un tribut au sultan.

## Suites
Deux ans plus tard, Saint-Jean-d'Acre, dernier poste dans la Terre sainte, est également pris, après le siège d'Acre en 1291. Pour de nombreux historiens, cela marque la fin des croisades. Pourtant, demeurent quelques autres territoires au nord, dont Tortose et Atlit. Le dernier de ceux -ci, la petite garnison des Templiers sur l'île de Ruad est repris en 1302 ou 1303. Avec la chute de Ruard, le dernier morceau de terre croisé tenu au Levant est perdu.

## Codex Cocharelli
La chute de Tripoli est représentée dans une illustration rare survivante d'un manuscrit maintenant fragmentaire connu sous le nom Codex Cocharelli. Il est créé à Gênes dans les années 1330. L'illustration montre la comtesse douairière Sibylle d'Arménie et l'évêque de Tortosa Barthélemy Mansel, dont le siège apostolique est accordé en 1278, assis dans le centre de la ville fortifiée, pendant que Qalawun donne l'assaut en 1289, avec son armée représenté massacrant les habitants fuyant dans les bateaux dans le port à l'île voisine de Saint-Thomas.

## Sources
- Paul F. Crawford, The Templar of Tyre, Part III de Deeds of the Cypriots, Ashgate, 2003  (ISBN 9781840146189)
- Konrad Eubel, Hierarchia catholica medii aevi sive summorum pontificum, editio Altera, 1898, seconde édition 1913 Lire en ligne
- R. Faunce, The Cocharelli Codex. Illuminating Virtue: A Fourteenth-century Father's Counsel to his Son, University of Melbourne, 2016
- René Grousset, Histoire des croisades et du royaume franc de Jérusalem , vol. III : 1188-1291 L'anarchie franque, Paris, Perrin, 1936 (réimpr. 2006), 902 p.
- Jean Richard, Histoire des Croisades, 1996, Fayard  (ISBN 2-213-59787-1)
- Steven Runciman, A History of the Crusades, volume III, The Kingdom of Acre and the Later Crusades, 1951, Cambridge University Press,  (ISBN 0-14-013705-X)
- Christopher Tyerman, God's war: A New History of the Crusades, Belknap Press, 2006  (ISBN 0-7139-9220-4)
- British Library Additional, MS 27695, folio 5 voir en ligne